# آنخلا رویس
آنخلا رویس (اسپانیایی: Ángela Ruiz‎؛ زادهٔ ۲۹ ژوئیهٔ ۲۰۰۶) کماندار زن اهل مکزیک است.
وی در مسابقات کشوری و بین‌المللی در مجموع برندهٔ ۱ مدال طلا، ۲ مدال نقره، ۲ مدال برنز شده است.